# Eualus barbatus
Eualus barbatus är en kräftdjursart som först beskrevs av M. J. Rathbun 1899.  Eualus barbatus ingår i släktet Eualus och familjen Hippolytidae. Inga underarter finns listade i Catalogue of Life.